# Cesare Reina
Cesare Reina (Saronno, 8 ottobre 1938) è un ex calciatore italiano, di ruolo attaccante.

## Caratteristiche tecniche
Veniva impiegato come ala o come mezzala.

## Carriera
Cresce nelle giovanili del Milan, dove gioca insieme ad Osvaldo Bagnoli; considerato uno degli elementi più promettenti del vivaio, subisce un grave infortunio che ne condiziona la carriera. Esordisce in Serie A nella stagione 1956-1957, il 3 febbraio 1957, contro la Triestina, partita che viene sospesa per nebbia. Il debutto ufficiale è datato 9 giugno 1957, nella sconfitta interna per 1-0 contro la SPAL; la settimana successiva gioca la sua seconda gara nella trasferta di Vicenza, conclusa con un'altra sconfitta per 3-1. Con queste due presenze si laurea campione d'Italia con i rossoneri, e nella stessa stagione conquista anche il titolo nazionale nel campionato Riserve, quello nel campionato Ragazzi e il Torneo di Viareggio. Per questo motivo viene premiato dal presidente rossonero Andrea Rizzoli con una medaglia d'oro.
Nella stagione successiva colleziona un'altra presenza nella massima serie, e nell'ottobre 1958 viene ceduto in prestito al Piacenza, militante in Serie C. In Emilia non riesce a imporsi come titolare, alternandosi con Eugenio Brambilla e Mario De Prati nel ruolo di ala destra, e disputa 11 partite nel campionato concluso al penultimo posto. Rientrato al Milan, gioca la sua ultima partita in Serie A con i rossoneri l'8 maggio 1960 contro la Lazio.
La sua carriera prosegue in Serie B con la maglia della Triestina, con cui gioca due partite nel campionato 1960-1961 concluso con la retrocessione dei giuliani in Serie C. Rientrato al Milan, nel dicembre 1961 anche Reina scende in terza serie, con le maglie di Barletta (in prestito) e Rizzoli Milano, dove rimane per due stagioni, fino allo scioglimento del club. Chiude la carriera nel Saronno, in Serie D.

## Palmarès
- Campionato italiano: 1

Milan: 1956-1957
- Torneo di Viareggio: 1

Milan: 1957